# Mohsen Torky
Mohsen Torky (en Persan : محسن ترکی), né le 11 juillet 1973 à Mashhad, est un arbitre iranien de football, qui officie depuis 2000 et est international depuis 2003.

## Carrière
Il a officié dans des compétitions majeures : 
- Coupe d'Iran de football 2005-2006 (finale aller)
- Coupe d'Iran de football 2006-2007 (finale retour)
- Coupe d'Asie des nations de football des moins de 16 ans 2008 (3 matchs)
- Coupe d'Asie des nations de football des moins de 19 ans 2010 (3 matchs)
- Coupe d'Asie des nations de football 2011 (1 match)